# Бритт, Хорас
Хо́рас Бритт (англ. Horace Britt, первоначально Ора́с Бритт, фр. Horace Britt; 18 июня 1881, Антверпен — 3 февраля 1971, Остин) — американский виолончелист бельгийского происхождения.
Провёл детство в Париже, где родители с раннего возраста занимались музыкой с ним, его братом Роже и сестрой Гаэтаной. Затем Бритт вернулся в Антверпен, где Гюстав Фас готовил его к поступлению в Парижскую консерваторию. В Парижской консерватории Бритт учился с 1892 года в классе Жюля Дельсара, получив первую премию в 1895 году. В 1897 году играл в составе Оркестра Ламурё, на следующий год — в составе Оркестра Колонна.
Затем Бритт перебрался в США, где в 1905—1907 гг. был концертмейстером виолончелей Чикагского симфонического оркестра, затем в 1907—1908 гг. занимал первый пульт виолончелей в Филадельфийском оркестре. В 1910-е гг. был первой виолончелью в оркестре Метрополитен-оперы. В 1924—1925 гг. концертмейстер виолончелей в Миннеаполисском симфоническом оркестре. В 1925—1926 гг. преподавал в Кёртисовском институте. На рубеже 1910-20-х гг. играл в струнном квартете Ганса Летца, затем в струнном квартете Миши Эльмана, в 1940-е гг. руководил струнным трио.
Участвовал в записи Лондонским струнным квартетом квинтета до мажор op. 163 Франца Шуберта (1928).
С 1947 г. преподавал в Техасском университете в Остине, с 1950 г. профессор. С 1963 г. на пенсии.